# Sororitas Tatiana
Sororitas Tatiana — русская женская студенческая корпорация, объединяющая на основе дружбы студенток латвийских вузов.
Основная цель корпорации Sororitas Tatiana — воспитание чувства долга и чести, формирование взаимной дружбы и уважения, оказание помощи как в учебе, так и в жизни, содействие духовному росту и развитию личности, развитие общественной деятельности.

## Символика
Цвета
Значение цветов Корпорации:
- светло-зеленый — истина,
- голубой —доброта,
- розовый — красота,

Девиз

Студенческой корпорации "Sororitas Tatiana" символика

лат. «Pro veritate, cultura et unitate» («За истину, культуру и единение»).

## История
Основание
Sororitas Tatiana — это слияние двух студенческих корпораций, Sororitas Slavia и Tatiana. Основателями корпорации считаются 19 студенток, которые основали корпорацию Tatiana. Датой основания считается 17 января 1932 года, когда Tatiana была основана в Латвийском университете.
Название корпорации, Sororitas Tatiana, образовано от слова «сестра» (лат. soror) и имени «Татьяна». 25 января 1755 года (в день святой Татьяны) императрицей Елизаветой был подписан указ об открытии Московского университета. С тех пор русские студенты считали святую Татьяну своей покровительницей.
В Латвии
В мае 1938 года Sororitas Tatiana была принята в Конвент президиумов студенток и стала полноценной корпорацией. Sororitas Tatiana поддерживала дружеские отношения с корпорациями студенток Imeria и Selga, а также с русскими студенческими корпорациями Fraternitas Arctica и Ruthenia и находящимися за рубежом русскими корпорациями студенток Sororitas Oriens (Тарту) и Filiae Rutheniae (Каунас). Помимо литературных вечеров, Sororitas Tatiana активно участвовала вместе со студенческими корпорациями Fraternitas Arctica, Ruthenia, Fraternitas Rossica, корпорацией студенток Sororitas Rossica, а также с «Обществом русских студентов Латвийского университета» в организации традиционных Татьяниных балов. Корпорация также была одним из участников Дней русской культуры.
13 июля 1940 года деятельность Sororitas Tatiana была официально прекращена.
29 октября 1990 года члены корпорации Sororitas Tatiana возобновили деятельность корпорации, позже устав Sororitas Tatiana был утвержден проректором Латвийского университета.
18 июня 1993 Sororitas Tatiana была зарегистрирована в министерстве юстиции Латвии, как общественная организация, имеющая права юридического лица.